# Non pensare a me/Vita
Non pensare a me/Vita, pubblicato nel 1967, è un 45 giri della cantante italiana Iva Zanicchi.
Un altro 45 giri, Non pensare a me/Non dirmi addio, è stato pubblicato contemporaneamente da Claudio Villa come co-vincitore del Festival di Sanremo 1967 dopo la rassegna.

## Tracce
Lato A
- Non pensare a me - (Alberto Testa -Plinio Maggi - Eros Sciorilli)

Lato B
- Vita - (Beretta - Balsamo)

## Cover
- 1967 - Renata (EP) pubblicato in Spagna (Marfer – M - 659).
- 1967 - Claudio Villa in spagnolo No pienses en mí (Producciones Fermata – 3F-0175), pubblicato in Argentina; triplo album (compilation) Italianissimo (Wea International – s 96.301), pubblicato in Spagna.
- 1967 - Lucio Milena y su Orquesta (EP) dal titolo No pienses en mí (Cem – CEM-7003); album Top - Hits (Volumen 4) (Disc Jockey – LDP 30019), pubblicato in Argentina.
- 1967 - Luis Gardey (EP) dal titolo No pienses en mí, testo di Cástor e Manuel Salina, (Zafiro – Z-E 737); album doppio Todos sus EP's en discos Zafiro (1963-1967) (Rama Lama Music – RO51262), pubblicato in Spagna.
- 1967 - Solon Sirias y su Tinaja Brass su 45 giri, pubblicato in Costa Rica (Polydor – PY2015-CR); album ¡Solón! (Polydor – PYE200.002CR).
- 1967 - Caravelli (EP) dal titolo No pienses en mí (CBS – EP 6295); album Les chansons pour toi (CBS – 8730), pubblicato in Argentina.
- 1967 - Maruja Garrido (EP) dal titolo No pienses en mí, testo di Cástor e Manuel Salina, (Sonoplay – SBP-10.042); album del 1970 El incomparable estilo de Maruja Garrido (Movieplay – M-18137), pubblicato in Spagna.
- 1967 - Zoe (45 giri) (Pan-Vox – PAN 6077); compilation Μοντέρνοι Ρυθμοί του '60 - Χαμένα Όνειρα (BestEnd – 2711702043), uscito in Grecia
- Nel 1967 il gruppo spagnolo Los Stop ne incide una cover su 45 giri dal titolo No pienses en mí, testo di Cástor e Manuel Salina, (Belter, 07-355), inserita nell'album Los Stop del 1968 (Belter, 22.222), pubblicato in Spagna, Messico e Colombia.
- Nello stesso 1967 anche Mireille Mathieu si cimenta con questo brano, dal titolo "Quand tu t'en iras", testo di Jacques Plante (Barclay, M 966); album Mireille Mathieu (Barclay, CBLP 2099).
- 1974 - Angela Luce nell'album Angela Luce (Hello Records, LP 1050).
- 2000 - Esiste una versione di Non pensare a me cantata da Manuela Villa ed inserita nel suo album Un amore così grande (SAAR Records – MC 7061).